# 涂云庵
涂云庵（1885年—1957年），字家彦，男，湖北天门人，中国政治人物，曾任湖北省高级人民法院院长，湖北省政协副主席。